# Federación de Fútbol de Vietnam
La Federación de Fútbol de Vietnam (VFF, Liên Đoàn Bóng Đá Việt Nam)
1964 (North Vietnam) es el organismo rector del fútbol en Vietnam. Fue fundada en 1962 y desde 1964 es miembro de la FIFA y la AFC. Organiza el campeonato de Liga y de Copa de Vietnam, así como los partidos de la selección nacional en sus distintas categorías.
VFF es actualmente miembro de la FIFA (Federación Internacional de Fútbol Asociación), la Confederación Asiática de Fútbol (AFC) y la Federación de Fútbol de la ASEAN (AFF). Su sede se encuentra en la calle Lê Quang Đạo, en el distrito de Nam Từ Liêm, Hanoi.